# Max Emanuel, hertug i Bayern
Max Emanuel, hertug i Bayern (tysk:  Max Emanuel Ludwig Maria Prinz von Bayern) (født 21. januar 1937 i München) tilhører slægten Wittelsbach, der var Bayerns kongehus indtil 1918.
Max Emanuel er sønnesøn af kronprins Rupprecht af Bayern (1869–1955) og oldesøn af Ludwig 3. af Bayern (1845–1921), der var landets sidste konge.
I 1996 efterfulgte Max Emanuel sin ældre bror som titulær tronfølger i Bayern.

## Forfædre
Max Emanuels mor var den kroatiske grevinde Maria Drašković von Trakošćan (1904–1969). Grevinde Marie var oldebarn (sønnedatterdatter) af Wilhelm Albrecht, titulær fyrste af Montenuovo (1819–1895).
Wilhelm Albrecht var født i den tidligere franske kejserinde Marie Louise af Østrigs (1791–1847) morganatiske ægteskab med grev Adam Albert von Neipperg (1775–1829). Dermed var Wilhelm Albrecht stedsøn til kejser Napoleon 1. af Frankrig og dattersøn til kejser Frans 1. af Østrig.
Max Emanuels far var prins Albrecht af Bayern (1905–1996), der var en søn af kronprins Rupprecht og sønnesøn af kong Ludwig 3.

## Familie
Max Emanuel er gift med den svenske grevinde Elizabeth Christina Douglas (født 31. december 1940 i Stockholm).
Grevinde Elizabeth Douglas er datter af greve Carl Ludvig Douglas (1908–1961), der var Sveriges ambassadør i Brasilien og Ottora Maria Haas-Heye (1910-2001), der var datterdatter af den tyske diplomat fyrst Philipp zu Eulenburg (1847–1921).
Grevinde Elizabeth Douglas er søster til grev Gustaf Douglas (født 1938), der er en af Sveriges rigeste mænd.
Max Emanuel og Elizabeth Douglas har fem døtre:
- Sophie af Liechtenstein (født 1967), gift med Alois, arveprins af Liechtenstein (født 1968), der er Liechtensteins tronfølger og prinsregent.
- hertuginde i Bayern Marie Caroline Hedwig Eleanore (født 1969), gift i 1991 med Philipp, hertug af Württemberg.
- hertuginde i Bayern Helene Eugenie Maria Donata Mechtilde (født 1972).
- hertuginde i Bayern Elisabeth Marie Charlotte Franziska (født 1973), gift i 2004 med Dr. Daniel Terberger.
- hertuginde i Bayern Maria Anna Henriette Gabriele Julie (født 1975), gift i 2007 med Dr. Klaus Runow.

## Bayersk arveret
Max Emanuels forældre prins Albrecht af Bayern og grevinde Maria Drašković von Trakošćan levede i et morganatisk ægteskab. Derfor blev Max Emanuel og hans søskende ikke betragtet som fyrstelige, og Max Emanuel blev født uden arveret til tronen.
Den 18. maj 1949 anerkendte kronprins Rupprecht ægteskabet mellem prins Albrecht og grevinde Maria som dynastisk. Dermed indtrådte den tolvårige prins Max Emanuel og hans storebror (Franz, hertug af Bayern (født 1933)) i arvefølgen.
Efter prins Albrecht af Bayerns død i 1996 blev prins Max Emanuel titulær tronfølger, mens storebroderen prins Franz blev tronprætendent.
Tronprætendenten prins og hertug Franz er barnløs, og han har aldrig været gift. Da hans nærmeste slægtninge levede i morganatiske ægteskaber, blev han nødt til at tage stilling til arvespørgsmålet.
Den 3. marts 1999 anerkendte hertug Franz ægteskabet mellem fætteren prins Luitpold (født 1951) og Kathrin Beatrix Wiegand (født 1951) som dynastisk. Derimod betragtes ægteskabet mellem Max Emanuel og grevinde Elizabeth Douglas stadigt som morganatisk. Det forventes, at arveretten på et tidspunkt vil tilfalde prins Luitpold og dennes efterkommere.

## Titler
Den 18. marts 1965 blev prins Max Emanuel adopteret af Ludvig Vilhelm, hertug i Bayern (1884–1969), der var hans farmors bror. Ludvig Vilhelm havde levet i et barnløst ægteskab med prinsesse Eleonore Anna Lucie til Sayn-Wittgenstein-Berleburg (død 20. februar 1965).
Siden marts 1965 kalder Max Emanuel sig hertug i Bayern, mens hans gemalinde og døtre er hertuginder i Bayern. Titlen blev dog først anerkendt af slægtens overhoved Albrecht af Bayern i 1973. 